# 比洛希齐
50°53′44″N 28°35′46″E / 50.89556°N 28.59611°E

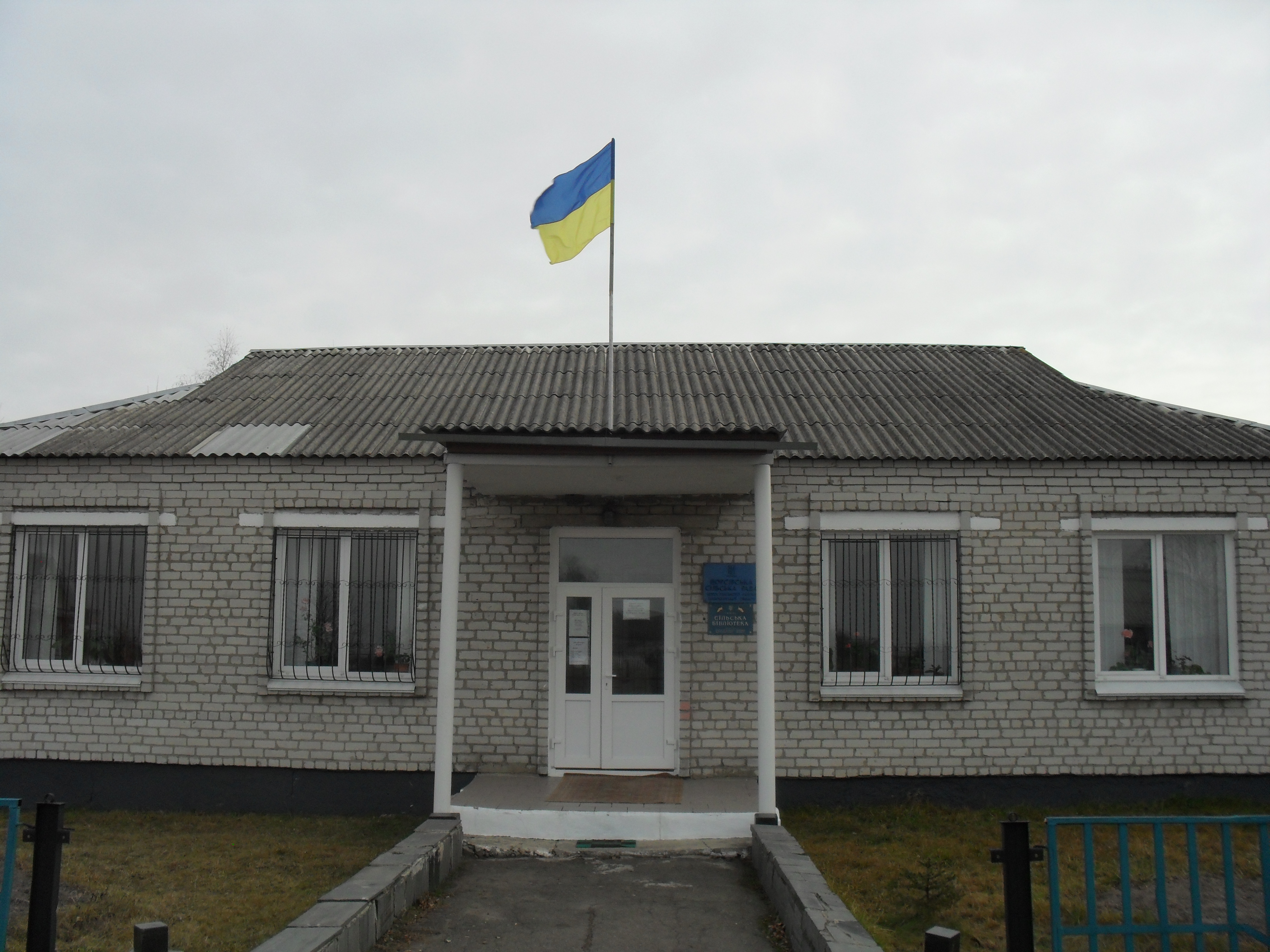
原村议会房子

比洛希齐（烏克蘭語：Білошиці），是烏克蘭北部日托米爾州科羅斯堅區乌绍米尔市镇内的村落。始建於1934年，面積2.29平方公里，海拔高度194米，2001年人口638，人口密度每平方公里278.97人。